# مسعود مسیح کاشانی
رکن‌الدین مسعود بن علی کاشانی متخلص به مسیح/مسیحی، همچنین مشهور به حکیم رکنا (۱۵۷۷–۱۶۵۶م) پزشک و شاعر ایرانی دورهٔ صفوی و از شاعران دربار مغولان هند بود.

## زندگی
رکن‌الدین مسعود بن علی کاشانی در ۹۸۵ق/۱۵۷۷م در کاشان زاده شد. خاندانش از پزشکی سرشناس بودند، پدرش نظام‌الدین علی در عهد پادشاهی تهماسب صفوی سه سال پزشک دیوانی بود و پس آن در دوران شاه محمد خدابنده نیز به پزشکی پیشه‌ور بود. رکن‌الدین مسعود از آغاز جوانی به پزشکی و شاعری گرایید و در این دو پیشه شهرت یافت. به خدمت عباس یکم پذیرفته شد و در دربار او «کمال قرب و نسبت به هم رسانید، چنان‌که از کثرت تقرب در سفر و حضر همیشه در رکاب دولت و سعادت به سر در خدمت می‌ایستاد.» فخرالزمانی قزوینی، جوانی او را همراه «باده‌گساری و بی‌پروایی» توصیف کرده.

کاشانی به هند مهاجرت کرد. در آگرا او به یاری میرزا جعفر آصف‌خان به حضور جلال‌الدین اکبر بار یافت. مدتی بعد به اله‌آباد سفر کرد و در شمار درباریان شاهزاده سلیم درآمد و با او به آگرا بازگشت، «لیکن در آنجا نماند و از آنجا به دکن سفر گزید.» در گلکنده در خدمت محمدقلی قطب‌شاه گذراند، از آنجا به بیجاپور رفت و نزد عادلشاهیان مقام یافت. پس از این انتقال‌ها، او به آگرا بازگشت و از حدود ۱۰۲۳ق/۱۶۱۴م در ملازمت زمانه‌بیگ مهابت‌خان بود.

در ۱۰۴۰ق/۱۶۳۰م به قصد زیارت مشهد و حج از هند بیرون شد؛ در این سفر به مشهد، کاشان، اصفهان و شیراز درآمد، سپس ساکن زادگاهش شد تا اینکه در سال ۱۰۶۶ق/۱۶۵۶م درگذشت.

## شعر او
مسیح کاشانی از شاعران پرکار روزگار خود به‌شمار می‌آید. سه دیوان فراهم آورد، یکی در ایران و دو دیگر در هند. به دید ذبیح‌الله صفا، «سخن او با آن همه پرکاری استوار و یکدست و کلامش منتخب و خالی از عیب و مقرون به اندیشه‌های ژرف است. زبانی فصیح و بیانی روان و خالی از هرگونه تعقید و استادانه و همراه با خیالات بسیار باریک و دقیق و مضمون‌های عالی و نازک دارد که از بس در بیان آن‌ها مهارت به کار رفته، آسان‌یاب به نظر می‌آیند.»

## آثار
- مجموعهٔ خیال: مجموعه‌ای از سه مثنوی او
- ساقی‌نامه
- رام و سیتا: مثنوی
- قضا و قدر

## زندگی شخصی
از او پسری به نام محمدحسین در جوانی درگذشت که شاعری غزل‌سرا بود. برادران او نصرالدین (حکیم نصیرا) و قطب‌الدین (حکیم قطبا) بوده‌اند.

## نمونه شعر
| جم تویی، لیک پیر جام منم  |  | پادشاهی تو و غلام منم   |
| بس که من من زنند از هر سو |  | می ندانم که من کدام منم |

* * *
| دل دهندم ولی زبان ندهند       |  | هر که را این دهند آن ندهند |
| هر که روشن به اوست جمع چو شمع |  | از سیه روزی اش امان ندهند  |

* * *
| رفتم ز خویش و دیده به سویش گذاشتم |  | سامان کار عقل به مویش گذاشتم    |
| اعضای خویش را همه کردم ز شوق، آب  |  | چشم از برای دیدن رویش گذاشتم    |
| لب تشنه درگذشتم از جویبار خضر     |  | وان آب نیم خورده به جویش گذاشتم |

* * *
| به پای همت من این دوعالم است دو کفش |  | که صبح پوشم و پیشین برهنه پا گردم |

* * *
| جان ما در دل و ما در پی جان می‌گردیم |  | یار در خانه و ما گرد جهان می‌گردیم |

* * *
| زنده آن باشد که از وی نور گیرد آفتاب |  | ورنه بر هر مرده تابد آفتاب زندگی |